# Saint-Côme-du-Mont
Saint-Côme-du-Mont – miejscowość i dawna gmina we Francji, w regionie Kraj Loary, w departamencie Maine i Loara. W 2013 roku jej populacja wynosiła 551 mieszkańców. 
W dniu 1 stycznia 2016 roku z połączenia czterech ówczesnych gmin – Angoville-au-Plain, Carentan, Houesville oraz Saint-Côme-du-Mont – utworzono nową gminę Carentan-les-Marais. Siedzibą gminy została miejscowość Carentan. 